# 1re étape du Tour d'Espagne 2013
La 1re étape du Tour d'Espagne 2013 s'est déroulée le samedi 24 août 2013, entre Vilanova de Arousa et Sanxenxo sous la forme d'un contre-la-montre par équipes d'une distance de 27,4 km.

## Résultats

### Classement de l'étape
| Classement de la 1re étape | Classement de la 1re étape | Classement de la 1re étape | Classement de la 1re étape | Classement de la 1re étape |
|                            | Équipes                    | Pays                       |                            | Temps                      |
| -------------------------- | -------------------------- | -------------------------- | -------------------------- | -------------------------- |
| Vainqueur                  | Astana                     | Kazakhstan                 | en                         | 26 min 59 s                |
| 2e                         | RadioShack-Leopard         | Luxembourg                 | +                          | 10 s                       |
| 3e                         | Omega Pharma-Quick Step    | Belgique                   |                            | 16 s                       |
| 4e                         | Sky                        | Royaume-Uni                |                            | 22 s                       |
| 5e                         | Movistar                   | Espagne                    |                            | 29 s                       |
| 6e                         | Saxo-Tinkoff               | Danemark                   |                            | 32 s                       |
| 7e                         | NetApp-Endura              | Allemagne                  |                            | 35 s                       |
| 8e                         | BMC Racing                 | États-Unis                 |                            | 36 s                       |
| 9e                         | Orica-GreenEDGE            | Australie                  |                            | 45 s                       |
| 10e                        | Belkin                     | Pays-Bas                   |                            | 49 s                       |
| modifier                   |                            |                            |                            |                            |

### Classement intermédiaire
| Classement intermédiaire à Cambados (km 9,2) | Classement intermédiaire à Cambados (km 9,2) | Classement intermédiaire à Cambados (km 9,2) | Classement intermédiaire à Cambados (km 9,2) | Classement intermédiaire à Cambados (km 9,2) |
|                                              | Équipes                                      | Pays                                         |                                              | Temps                                        |
| -------------------------------------------- | -------------------------------------------- | -------------------------------------------- | -------------------------------------------- | -------------------------------------------- |
| 1re                                          | Omega Pharma-Quick Step                      | Belgique                                     | en                                           | 10 min 45 s                                  |
| 2e                                           | Astana                                       | Kazakhstan                                   | +                                            | 4 s                                          |
| 3e                                           | Movistar                                     | Espagne                                      |                                              | 10 s                                         |
| 4e                                           | BMC Racing                                   | États-Unis                                   |                                              | 14 s                                         |
| 5e                                           | RadioShack-Leopard                           | Luxembourg                                   |                                              | 14 s                                         |
| 6e                                           | Orica-GreenEDGE                              | Australie                                    |                                              | 14 s                                         |
| 7e                                           | NetApp-Endura                                | Allemagne                                    |                                              | 16 s                                         |
| 8e                                           | Saxo-Tinkoff                                 | Danemark                                     |                                              | 18 s                                         |
| 9e                                           | Lampre-Merida                                | Italie                                       |                                              | 18 s                                         |
| 10e                                          | Vacansoleil-DCM                              | Pays-Bas                                     |                                              | 20 s                                         |
| modifier                                     |                                              |                                              |                                              |                                              |

| Classement intermédiaire à Vilalonga (km 20) | Classement intermédiaire à Vilalonga (km 20) | Classement intermédiaire à Vilalonga (km 20) | Classement intermédiaire à Vilalonga (km 20) | Classement intermédiaire à Vilalonga (km 20) |
|                                              | Équipes                                      | Pays                                         |                                              | Temps                                        |
| -------------------------------------------- | -------------------------------------------- | -------------------------------------------- | -------------------------------------------- | -------------------------------------------- |
| 1re                                          | Astana                                       | Kazakhstan                                   | en                                           | 21 min 49 s                                  |
| 2e                                           | Omega Pharma-Quick Step                      | Belgique                                     | +                                            | 8 s                                          |
| 3e                                           | RadioShack-Leopard                           | Luxembourg                                   |                                              | 10 s                                         |
| 4e                                           | Sky                                          | Royaume-Uni                                  |                                              | 13 s                                         |
| 5e                                           | NetApp-Endura                                | Allemagne                                    |                                              | 16 s                                         |
| 6e                                           | Movistar                                     | Espagne                                      |                                              | 17 s                                         |
| 7e                                           | Saxo-Tinkoff                                 | Danemark                                     |                                              | 17 s                                         |
| 8e                                           | BMC Racing                                   | États-Unis                                   |                                              | 18 s                                         |
| 9e                                           | Orica-GreenEDGE                              | Australie                                    |                                              | 23 s                                         |
| 10e                                          | Belkin                                       | Pays-Bas                                     |                                              | 30 s                                         |
| modifier                                     |                                              |                                              |                                              |                                              |

## Classements à l'issue de l'étape

### Classement général
| Classement général | Classement général | Classement général | Classement général | Classement général |
|                    | Coureur            | Pays               | Équipe             | Temps              |
| ------------------ | ------------------ | ------------------ | ------------------ | ------------------ |
| 1er                | Janez Brajkovič    | Slovénie           | Astana             | en 29 min 59 s     |
| 2e                 | Vincenzo Nibali    | Italie             | Astana             | + 0 s              |
| 3e                 | Paolo Tiralongo    | Italie             | Astana             | + 0 s              |
| 4e                 | Jakob Fuglsang     | Danemark           | Astana             | + 0 s              |
| 5e                 | Andriy Grivko      | Ukraine            | Astana             | + 0 s              |
| 6e                 | Tanel Kangert      | Estonie            | Astana             | + 0 s              |
| 7e                 | Fabian Cancellara  | Suisse             | RadioShack-Leopard | + 10 s             |
| 8e                 | Haimar Zubeldia    | Espagne            | RadioShack-Leopard | + 10 s             |
| 9e                 | Markel Irizar      | Espagne            | RadioShack-Leopard | + 10 s             |
| 10e                | Robert Kišerlovski | Croatie            | RadioShack-Leopard | + 10 s             |
| modifier           |                    |                    |                    |                    |

### Classement par équipes
| Classement par équipes | Classement par équipes  | Classement par équipes | Classement par équipes |
|                        | Équipe                  | Pays                   | Temps                  |
| ---------------------- | ----------------------- | ---------------------- | ---------------------- |
| 1re                    | Astana                  | Kazakhstan             | en 29 min 59 s         |
| 2e                     | RadioShack-Leopard      | Luxembourg             | + 10 s                 |
| 3e                     | Omega Pharma-Quick Step | Belgique               | + 16 s                 |
| modifier               |                         |                        |                        |

## Abandon
- Theo Bos (Belkin) : non-partant, les dirigeants de son équipe l'ont « renvoyé chez lui [...] en raison d'un taux de cortisol particulièrement bas. » Bien que le règlement de l'Union cycliste internationale n'interdise pas à Bos de courir, l'équipe Belkin le retire de la course en application des règles du Mouvement pour un cyclisme crédible, dont elle est membre[1].